# Аль-Хасан аль-Марракиши
Абу Али аль-Хасан ибн Али аль-Марракиши (ум. 1262) — западноарабский математик и астроном, уроженец Марокко.
Ал-Марракиши написал энциклопедическую «Книгу собрания начал и результатов, охватывающую все трактаты и построения». Этот труд состоит из четырёх больших частей. «Наука о вычислениях» представляет собой подробно проработанный зидж со всеми стандартными разделами и таблицами для сочинений такого рода. «Наука о построениях» касается геометрических задач, необходимых для построения различных инструментов: весов, солнечных часов, синус-квадрантов, астролябий, небесных глобусов и армиллярных сфер, трикветров и др. «Наука об инструментах» учит применению всех этих инструментов. «Наука о задачах» рассматривает задачи, относящиеся к математической географии и решаемые средствами арифметики, геометрии и алгебры.
Называя свою книгу «всеохватной», ал-Марракиши имел в виду, что в его книге изложена большая часть книги ал-Бируни «Исчерпание всех возможных способов построения астролябии», сочинение аз-Заркали об астролябии «заркала», сочинение Шараф ад-Дина ат-Туси о линейной астролябии и целый ряд других сочинений об астрономических инструментах.